# Saint-Quentin-des-Prés
Saint-Quentin-des-Prés – miejscowość i gmina we Francji, w regionie Hauts-de-France, w departamencie Oise.
Według danych na rok 1990 gminę zamieszkiwały 244 osoby, a gęstość zaludnienia wynosiła 23 osoby/km² (wśród 2293 gmin Pikardii Saint-Quentin-des-Prés plasuje się na 755. miejscu pod względem liczby ludności, natomiast pod względem powierzchni na miejscu 411.).